# Leichtathletik-Europameisterschaften 1971/1500 m der Frauen

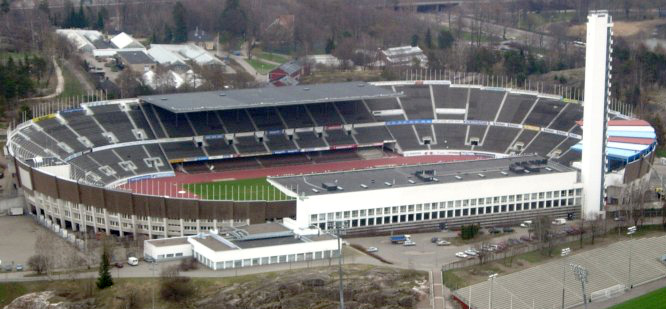
Das Olympiastadion von Helsinki im Jahr 2005

Der 1500-Meter-Lauf der Frauen bei den Leichtathletik-Europameisterschaften 1971 wurde am 13. und 15. August 1971 im Olympiastadion von Helsinki ausgetragen.
In dieser Disziplin verzeichneten die Läuferinnen aus der DDR einen Doppelsieg. Europameisterin wurde Karin Burneleit. spätere Karin Krebs, die im Finale einen neuen Weltrekord aufstellte. Den zweiten Rang belegte die über 800 Meter im Finale gestürzte Gunhild Hoffmeister. Die  bundesdeutsche Athletin Ellen Tittel, spätere Ellen Wellmann und dann Ellen Wessinghage, gewann die Bronzemedaille.

## Anmerkung zu den Zeitangaben
Die Zeitangaben erfolgten bei diesen Europameisterschaften offiziell wie früher üblich in auf Zehntelsekunden gerundeten Werten. Zugrunde liegen allerdings die elektronischen Messungen, deren exakte Hundertstelwerte bekannt und in den Ergebnislisten der Quellen aufgeführt sind. In den Jahren nach diesen Europameisterschaften wurde es üblich, die Resultate der Bahnwettbewerbe aufgeschlüsselt nach Hundertstelsekunden anzugeben. Dies ist auch hier in den nachfolgenden Ergebnisübersichten so realisiert.

## Rekorde

### Bestehende Rekorde
| Weltrekord           | 4:10,7 min | Jaroslava Jehličková | EM Athen, Griechenland | 20. September 1969 |
| Europarekord         | 4:10,7 min | Jaroslava Jehličková | EM Athen, Griechenland | 20. September 1969 |
| Meisterschaftsrekord | 4:10,7 min | Jaroslava Jehličková | EM Athen, Griechenland | 20. September 1969 |

### Rekordverbesserungen
Der bestehende EM-Rekord wurde verbessert. Außerdem gab es einen Weltrekord und zehn neue Landesrekorde.
- Meisterschaftsrekord:
  - 4:09,62 min – Karin Burneleit (DDR), Finale am 15. August
- Weltrekord:
  - 4:09,62 min – Karin Burneleit (DDR), Finale am 15. August
- Landesrekorde:
  - 4:18,0 min – Zsuzsa Völgyi (Ungarn), erster Vorlauf am 13. August
  - 4:22,0 min – Sinikka Tyynelä (Finnland), erster Vorlauf am 13. August
  - 4:24,0 min – Maria-Belen Azpeitia (Spanien), erster Vorlauf am 13. August
  - 4:16,8 min – Wassilena Amsina (Bulgarien), zweiter Vorlauf am 13. August
  - 4:23,1 min – Catherine Bultez (Frankreich), zweiter Vorlauf am 13. August
  - 4:17,6 min – Sara Ligetkuti (Ungarn), dritter Vorlauf am 13. August
  - 4:17,6 min – Sara Ligetkuti (Ungarn), dritter Vorlauf am 13. August
  - 4:10,35 min – Ellen Tittel (BR Deutschland), Finale am 15. August
  - 4:13,65 min – Rita Ridley (Großbritannien), Finale am 15. August
  - 4:16,06 min – Sara Ligetkuti (Ungarn), Finale am 15. August

## Vorrunde
13. August 1971, 19:20 Uhr
Die Vorrunde wurde in drei Läufen durchgeführt. Die ersten vier Athletinnen pro Lauf – hellblau unterlegt – qualifizierten sich für das Finale.

### Vorlauf 1

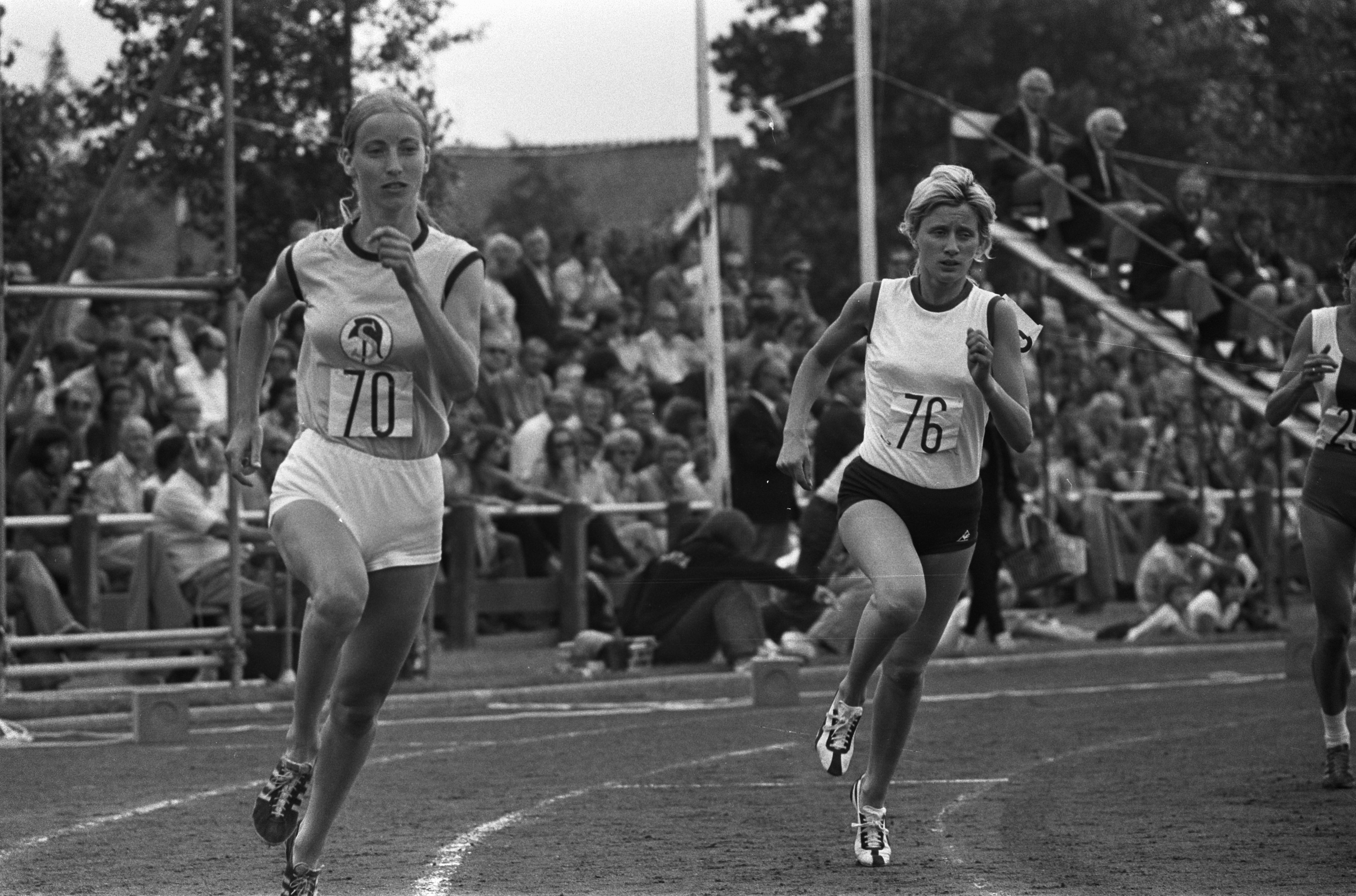
Anneke de Lange (links) schied als Achte des ersten Vorlaufs aus
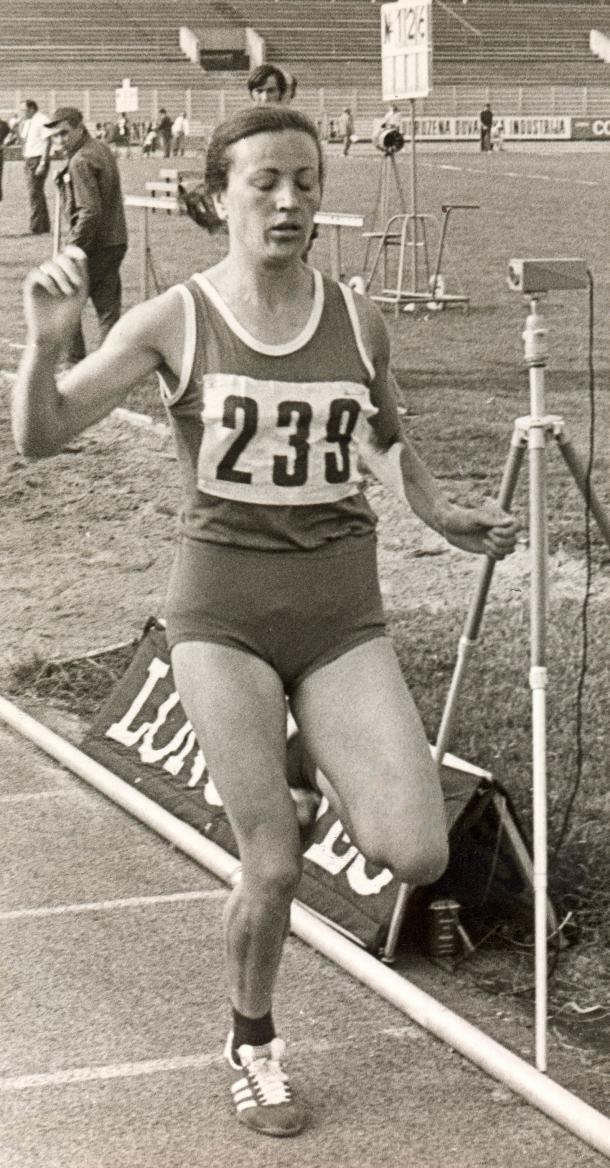
Die 800-Meter-Europameisterin Vera Nikolić erreichte mit Rang neun im ersten Vorlauf nicht das Finale

| Platz | Name                 | Nation         | Zeit (min) |
| ----- | -------------------- | -------------- | ---------- |
| 1     | Ellen Tittel         | BR Deutschland | 4:14,2     |
| 2     | Ljudmila Bragina     | Sowjetunion    | 4:15,0     |
| 3     | Regine Kleinau       | DDR            | 4:15,3     |
| 4     | Sheila Carey         | Großbritannien | 4:16,2     |
| 5     | Zsuzsa Völgyi        | Ungarn         | 4:18,0 NR  |
| 6     | Sinikka Tyynelä      | Finnland       | 4:22,0 NR  |
| 7     | Maria-Belen Azpeitia | Spanien        | 4:24,0 NR  |
| 8     | Anneke de Lange      | Niederlande    | 4:24,2     |
| 9     | Vera Nikolić         | Jugoslawien    | 4:24,5     |
| 10    | Angela Ramello       | Italien        | 4:30,3     |

### Vorlauf 2
| Platz | Name               | Nation         | Zeit (min) |
| ----- | ------------------ | -------------- | ---------- |
| 1     | Karin Burneleit    | DDR            | 4:14,9     |
| 2     | Wassilena Amsina   | Bulgarien      | 4:16,8 NR  |
| 3     | Rita Ridley        | Großbritannien | 4:17,4     |
| 4     | Inger Knutsson     | Schweden       | 4:18,2     |
| 5     | Magdolna Kulcsár   | Ungarn         | 4:22,1     |
| 6     | Đurica Rajher      | Jugoslawien    | 4:22,4     |
| 7     | Joke van der Stelt | Niederlande    | 4:23,0     |
| 8     | Catherine Bultez   | Frankreich     | 4:23,1 NR  |
| 9     | Gerda Klöpfer      | BR Deutschland | 4:25,8     |

### Vorlauf 3

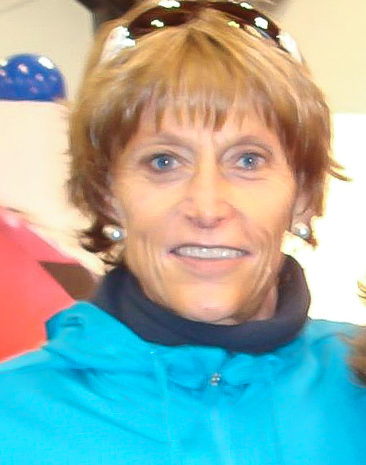
Die im weiteren Verlauf ihrer Karriere Weltklasse-Marathonläuferin Grete Andresen, spätere Grete Waitz, wurde Achte im dritten Vorlauf und schied damit aus

| Platz | Name                   | Nation           | Zeit (min) |
| ----- | ---------------------- | ---------------- | ---------- |
| 1     | Gunhild Hoffmeister    | DDR              | 4:17,2     |
| 2     | Joan Allison           | Großbritannien   | 4:17,2     |
| 3     | Jaroslava Jehličková   | Tschechoslowakei | 4:17,4     |
| 4     | Sara Ligetkuti         | Ungarn           | 4:17,6 NR  |
| 5     | Christa Merten         | BR Deutschland   | 4:18,2     |
| 6     | Galina Kuzmina         | Sowjetunion      | 4:19,1     |
| 7     | Els Gommers            | Niederlande      | 4:19,3     |
| 8     | Grete Andersen         | Norwegen         | 4:23,0     |
| 9     | Bronisława Doborzyńska | Polen            | 4:24,2     |
| 10    | Zina Boniolo           | Italien          | 4:31,4     |
| 11    | Lena Sjöstedt          | Schweden         | 4:34,0     |

## Finale

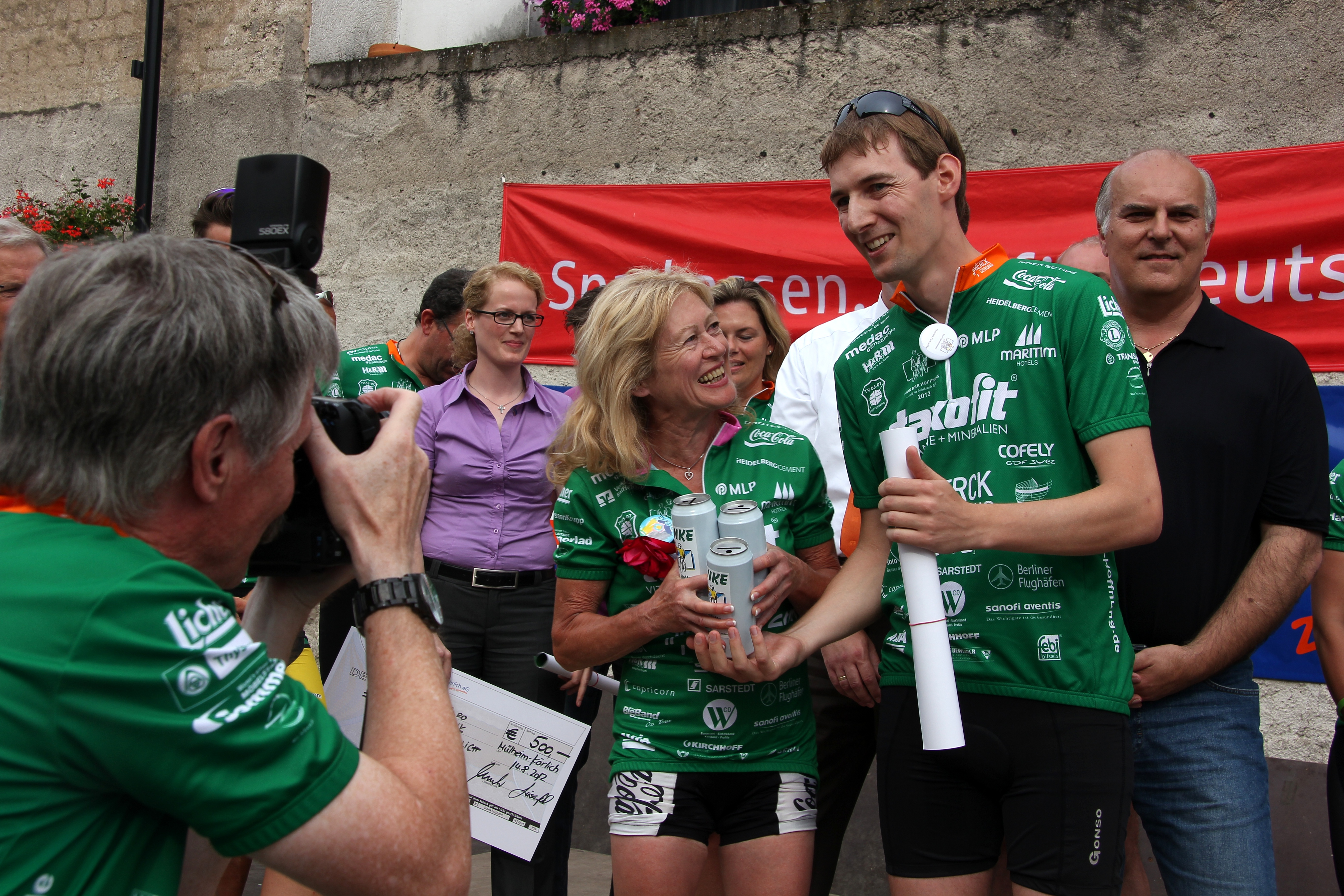
Bronzemedaillengewinnerin Ellen Tittel (hier im Jahr 2012) – spätere Ellen Wellman und dann Ellen Wessinghage
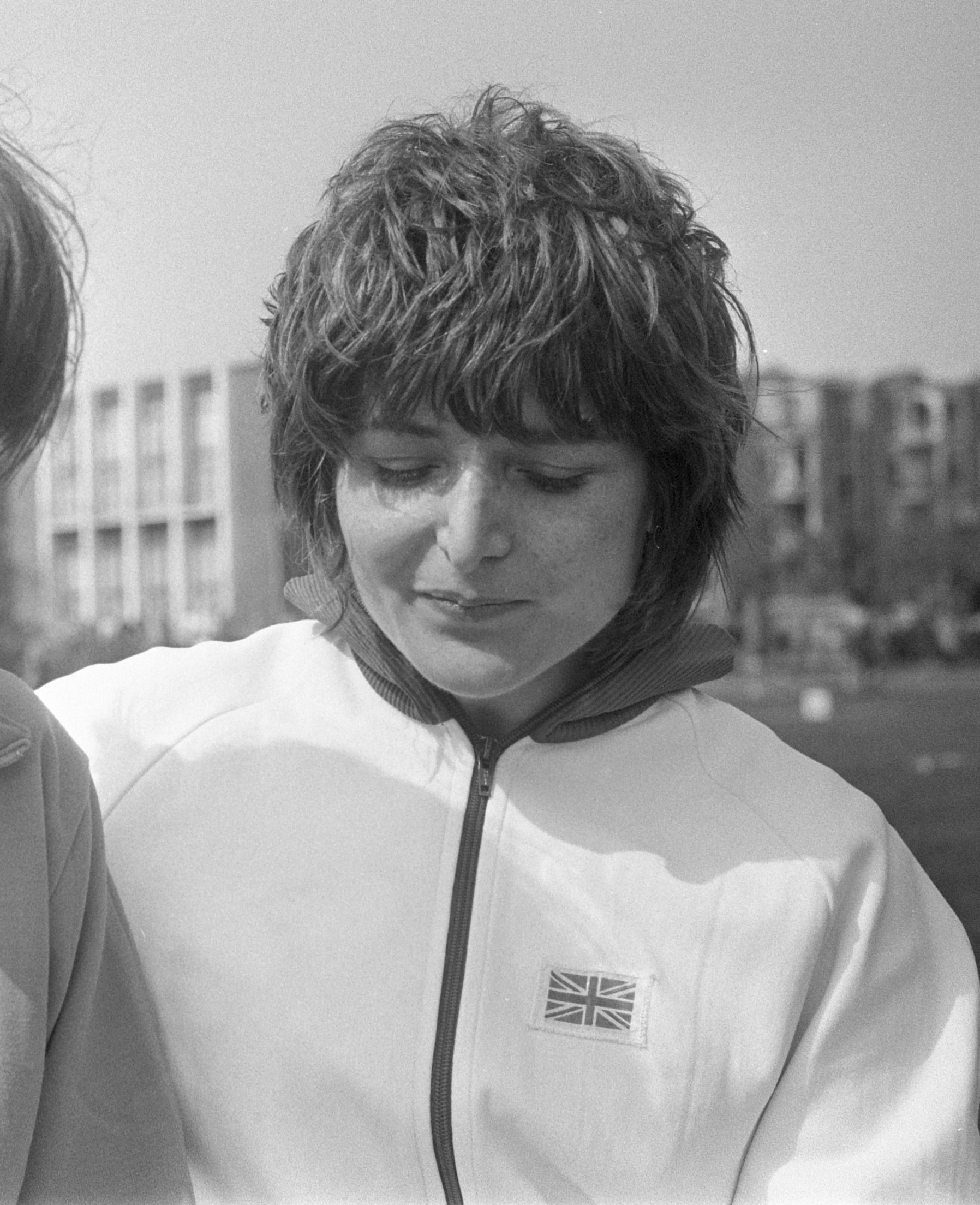
Sheila Carey erreichte Platz elf

15. August 1971
| Platz | Name                 | Nation           | Zeit (min) |
| ----- | -------------------- | ---------------- | ---------- |
| 1     | Karin Burneleit      | DDR              | 4:09,62 WR |
| 2     | Gunhild Hoffmeister  | DDR              | 4:10,31    |
| 3     | Ellen Tittel         | BR Deutschland   | 4:10,35 BR |
| 4     | Rita Ridley          | Großbritannien   | 4:12,65 NR |
| 5     | Regine Kleinau       | DDR              | 4:13,71    |
| 6     | Ljudmila Bragina     | Sowjetunion      | 4:13,93    |
| 7     | Jaroslava Jehličková | Tschechoslowakei | 4:14,79    |
| 8     | Joan Allison         | Großbritannien   | 4:14,81    |
| 9     | Sara Ligetkuti       | Ungarn           | 4:16,06 NR |
| 10    | Wassilena Amsina     | Bulgarien        | 4:17,27    |
| 11    | Sheila Carey         | Großbritannien   | 4:17,54    |
| 12    | Inger Knutsson       | Schweden         | 4:21,45    |